# (5822) Masakichi
(5822) Masakichi est un astéroïde de la ceinture principale.

## Description
(5822) Masakichi est un astéroïde de la ceinture principale. Il fut découvert le 21 novembre 1989 à Okutama par Tsutomu Hioki et Shuji Hayakawa. Il présente une orbite caractérisée par un demi-grand axe de 2,41 UA, une excentricité de 0,18 et une inclinaison de 5,8° par rapport à l'écliptique.

## Compléments